# 방엔
방엔(Wangen)은 스위스 슈비츠주의 마히구에 있는 자치체이다. 시정촌에는 누올렌의 작은 마을과 함께 방엔 자체가 포함된다.

## 역사
브레텐고우와 타파스의 영주인 프리드리히 폰 토겐부르크 백작은 자신과 묻힌 조상의 구원에 기부했으며, 그는 또한 매장될 것으로 예상하고 있다. 프리드리히와 기사 헤르만 폰 란덴베르크, 우스트라의 요한스 폰 본슈테텐, 헤르만 폰 더 호헨란덴베르크는 1407년 1월 21일에 뤼티 수도원에 봉인되었다.

## 지리

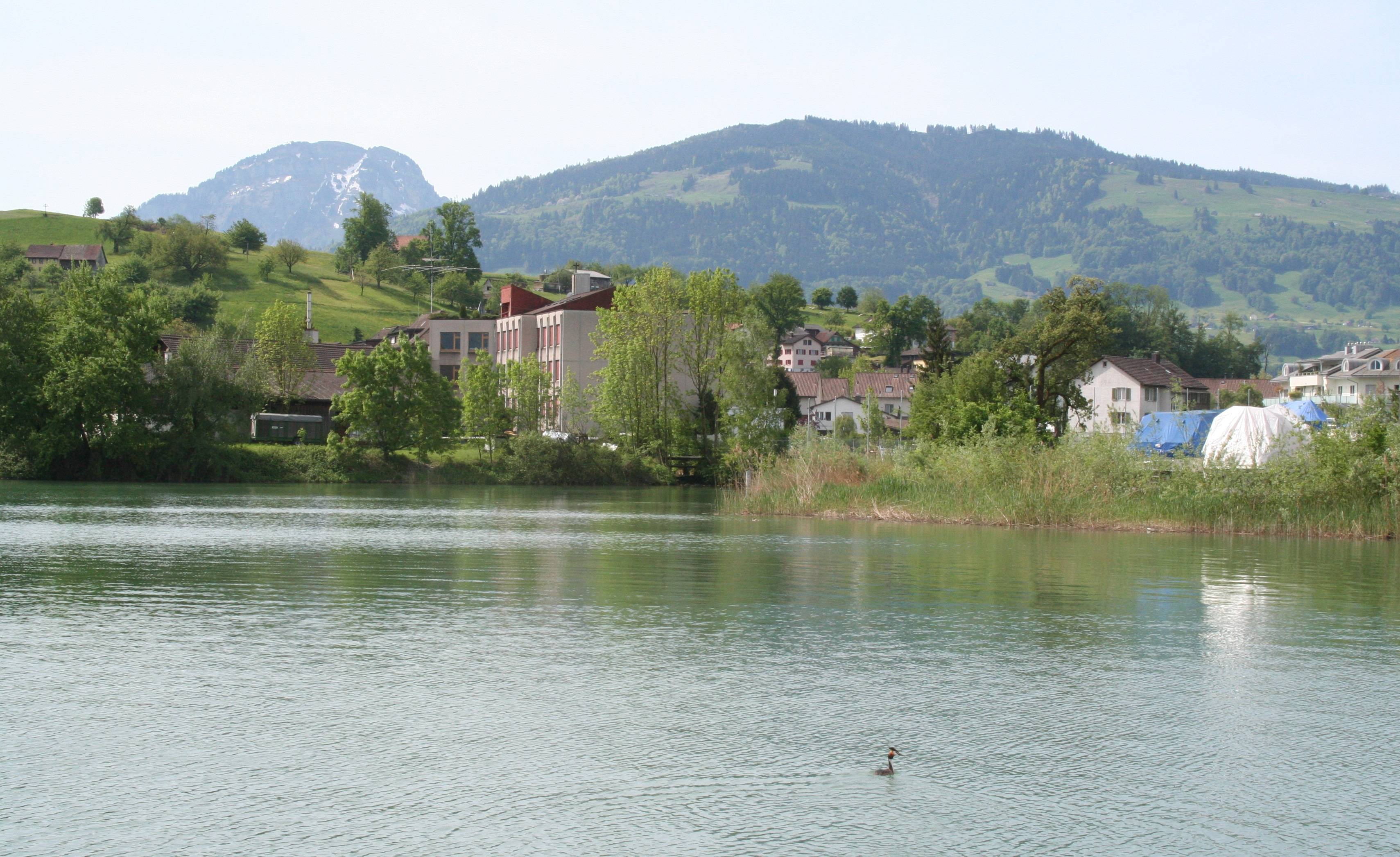
취리히호와 방엔의 누올렌 마을

방엔의 면적은 2006년 기준으로 8.5k㎡이다. 이 지역의 64.9%는 농업용으로 사용되며, 10.3%는 산림이다. 나머지 토지 중 21.3%는 정착지(건물 또는 도로)이고 나머지(3.6%)는 비생산적(강, 빙하 또는 산)이다. 부에히베르크 언덕은 시정촌 지역에 있다.

## 인구통계
2020년 12월 31일 기준, 방엔의 인구는 5,344명이다. 2007년 기준으로 전체 인구의 13.9%가 외국인이다. 지난 10년 동안 인구는 4.1%의 비율로 증가했다. 2000년 기준, 대부분의 인구는 독일어(92.0%)를 사용하며, 알바니아어가 두 번째(2.0%)이고 이탈리아어가 세 번째(1.7%)이다.
2000년 기준으로 인구의 성별 분포는 남성 50.1%, 여성 49.9%였다. 2008년 현재 방엔의 연령 분포는 다음과 같다. 1,247명(인구의 27.5%)은 0~19세이다. 1,399명(30.8%)은 20~39세, 1,400명(30.8%)은 40~64세이다. 고령자 분포는 310명(6.8%)이 65~74세이다. 70~79세는 143명(3.1%), 80세 이상은 41명(인구의 0.90%)이다.
2000년 현재 1,753가구가 있으며, 그중 453가구(약 25.8%)가 1인 가구이다. 128명(약 7.3%)은 5인 이상의 대가족이다.
2007년 선거에서 가장 인기 있는 정당은 50.3%의 득표율을 기록한 SVP였다. 다음으로 가장 인기 있는 3개 정당은 SPS (17.7%), FDP (15.5%) 및 CVP (12.6%)였다.
방엔에서는 인구의 약 68.9%(25-64세)가 비필수 고등교육 또는 추가 고등교육(대학 또는 응용학문대학)을 완료했다.
방엔의 실업률은 1.21%이다. 2005년 기준으로 1차 경제 부문에 158명이 고용되어 있으며, 이 부문에 약 56개 기업이 참여하고 있다. 387명이 2차 부문에 고용되어 있고 이 부문에 70개의 기업이 있다. 645명이 3차 부문에 고용되어 있으며, 이 부문에는 138개의 기업이 있다.
2000년 인구 조사에 따르면 3,166명(69.7%)이 로마 가톨릭 신자이고, 744명(16.4%)이 스위스 개혁 교회에 속해 있다. 나머지 인구 중 크리스찬 가톨릭 교회 신자는 5명 미만, 정교회 신자는 88명(1.94%), 크리스찬 가톨릭 교회 신자는 5명 미만이다. 다른 기독교 교회로. 174명(3.83%)이 이슬람교이다. 다른 교회에 속해 있는 19명의 개인(0.42%)이 있으며(인구 조사에 나열되지 않음), 209명(4.60%)이 어떤 교회에도 속하지 않고, 불가지론자 또는 무신론자이다. 그리고 133명의 개인(2.93%)이 질문에 대답하지 않았다.
역사적 인구는 다음 표에 나와 있다.
| 년도 | 인구  |
| ---- | ----- |
| 1900 | 1,131 |
| 1950 | 2,284 |
| 1960 | 2,550 |
| 1970 | 2,989 |
| 1980 | 2,847 |
| 1990 | 3,411 |
| 2000 | 4,572 |
| 2005 | 4,664 |
| 2010 | 4,672 |
| 2015 | 4,926 |
| 2019 | 5,146 |

## 교통
1810년부터 라헨-방엔- 우츠나흐 주 도로 건설로 지역 사회가 분열되었다. 취리히-치겔브뤼케 철도 노선은 1875년에 개통되었다. 1970년대에는 A3 고속도로가 방엔을 개인 교통 수단으로 개방했다.
지브넨-방엔역은 취리히 S-반의 S2, S25 및 S27과 인터레기오 라인 35에서 운행된다.
포스트버스는 또한 방엔을 통해 우츠나흐까지, 지브넨을 통해 베기탈, 페피콘 및 라이헨부르크까지 운행한다.
방엔-라헨 비행장은 파트루이유 스위스 곡예비행팀의 연습 지역 중 하나이다.